# フォックス・コナー
フォックス・コナー（英語: Fox Conner, 1874年11月2日 - 1951年10月13日）は、アメリカ合衆国の陸軍軍人。階級は当時最高位の陸軍少将。
別名「アイゼンハワーを作った男」。分析能力に優れ第一次世界大戦レポートは絶賛された。「可能な限り戦争を回避する事」と「回避不可能な大戦準備を怠るな」を主張し自らも実践してアイゼンハワーを育て、マーシャルを登用し、マッカーサーを推薦した。彼の方針は米国基本方針として引き継がれ、また、彼の説く将軍像がその後の米軍の標準的な将軍像になっていった。第二次世界大戦の基礎的人材を育てた他、軍を代表するビックスリーなどと呼ばれていた。

## 概要
ミシシッピ州スレートスプリングス生まれ 。父ロバート・コナーは軍の兵士だったが頭部を撃たれる悲劇に会い、命は取り留めたものの視力を失っていた。その失明下でも綿花を手で触れる事で等級を当てる事を生み出して、その後綿花の行商で成功した人物である。その父は教育界に進みスレートスプリングスアカデミーを設立、指導者としても活躍した。フォックス・コナー少年は、戦争被害者が苦しむこと、それらハンデを持っても諦めない不屈の意思が重要な事、そして何よりも人を育てる重要性を見ながら育っていた。
1894年に陸軍士官学校に入隊。1898年少尉任官、第一砲兵連隊に配属。1899年1月キューバ派遣、1900年にはワシントンDC勤務。大尉昇進後に1901年ニューヨーク第123海岸砲兵隊司令官。1902年結婚し、1905年には軍大学に進学、上級士官教育を終える。1907年陸軍参謀に配属。また、フランスに派遣しベルサイユにあるフランス第22野戦砲兵連隊に所属した事もあった。少佐昇進後のワシントン監察官時代に第一次世界大戦が勃発。1917年4月に米国がドイツに宣戦布告すると、ジョン・パーシング将軍によって、フランスへのアメリカ外征軍スタッフの作戦部隊（G3）のメンバーに選任。外征軍としてヨーロッパに派兵された。1917年5月15日中佐昇進。8月5日は臨時の大佐に任じられ、1918年8月8日には州兵から結成された国民軍の准将。1918年11月11日に休戦になるとその後に国民軍は順次解散。復帰した正規軍側でも正式に大佐に昇進した。
1920年7月3日正規軍側でも准将に正式に昇進した後の1920年秋、親交が厚かったジョージ・パットンの紹介で当時大尉だったドワイト・D・アイゼンハワーと会うと、すぐさま意気投合、4年に渡り部下として、またその内2年間は自らの副官としてアイゼンハワーを指導した。後に連合国遠征軍最高司令官、第34代アメリカ合衆国大統領になるアイゼンハワーだったが、この時は士官学校卒業して5年の無名大尉にしか過ぎず、また、キャリアにも行き詰っており、将来の栄達を予測できるものは無かった。この時点で、コナーはアイゼンハワーに将軍教育を開始している事から、コナーはかなり早い時点でアイゼンハワーの将器を見て英才教育を開始したと信じられている。
パットンはこの二人の関係をまるで父と子の様だと表現し、またアイゼンハワー自身も家族を除いて最も影響を受けたのはコナー将軍だと回想録で述べている。この際のコナーの指導は公私に渡り、また、軍事史、哲学、軍事にかかわらず幅広い読書を強く推奨した。命令書の書き方、部下の管理能力、民主主義の軍における原則、戦時国際法、連合軍を率いる際に起こる問題点などを指導したとされる。そして、「可能な限り戦争を回避する事」と「回避不可能な大戦への準備を怠らない事」および「かならず単独では戦わない事、仲間や同盟国を構築する事」「兵士など被害者を最小にする事」を原則としてコナーは指導した。これは、後にアメリカの基本方針となった。また、後に第二次世界大戦時期に陸軍参謀長を務めるジョージ・マーシャルを天才と評して活用するよう方々に働きかけた。さらには後に連合軍最高司令官となるダグラス・マッカーサーの参謀就任も推薦し、出世の後押ししている。この様にコナーが育成・采配・引き上げた人材を残し、第二次世界大戦が始まる1年前の1938年に最終階級少将(当時、平時の最高位)にて退役した。マーシャル、アイゼンハワー、ジョージS.パットンなどの第二次世界大戦の最高司令官のロールモデルを作ったのは、コナーの遺産だと評されている。彼らの活躍を見届けた後、第二次世界大戦が終結して幾分か経過し、平和が戻った1951年10月13日に永眠。享年76歳だった。